# Egyptská fotbalová reprezentace
Egyptská fotbalová reprezentace reprezentuje Egypt na mezinárodních fotbalových akcích, jako je mistrovství světa nebo Africký pohár národů. V roce 1934 se jako první reprezentace země z Afriky kvalifikovala na mistrovství světa.

## Mistrovství světa
Seznam zápasů egyptské fotbalové reprezentace na MS
| Rok    | Účast                                           | Soupisky |
| ------ | ----------------------------------------------- | -------- |
| 1930   | Bez účasti                                      |          |
| 1934   | vyřazeni v 1. kole Maďarskem                    | Soupiska |
| 1938   | Odstoupil                                       |          |
| 1950   | Bez účasti                                      |          |
| 1954   | Nepostoupili z kvalifikace                      |          |
| 1958   | Odstoupil                                       |          |
| 1962   | Odstoupil                                       |          |
| 1966   | Odstoupil                                       |          |
| 1970   | Bez účasti                                      |          |
| 1974   | Nepostoupili z kvalifikace                      |          |
| 1978   | Nepostoupili z kvalifikace                      |          |
| 1982   | Nepostoupili z kvalifikace                      |          |
| 1986   | Nepostoupili z kvalifikace                      |          |
| 1990   | nepostoupili ze skupiny                         | Soupiska |
| 1994   | Nepostoupili z kvalifikace                      |          |
| 1998   | Nepostoupili z kvalifikace                      |          |
| 2002   | Nepostoupili z kvalifikace                      |          |
| 2006   | Nepostoupili z kvalifikace                      |          |
| 2010   | Nepostoupili z kvalifikace                      |          |
| 2014   | Nepostoupili z kvalifikace                      |          |
| 2018   | nepostoupili ze skupiny                         | Soupiska |
| 2022   | Nepostoupili z kvalifikace                      |          |
| Celkem | Účast – 3× Zlato – 0×, Stříbro – 0×, Bronz – 0× |          |

## Africký pohár národů
- 1957 – 1. místo
- 1959 – 1. místo
- 1962 – 2. místo
- 1963 – 3. místo
- 1965 – Odstoupil po kvalifikaci.
- 1968 – Odstoupil.
- 1970 – 3. místo
- 1972 – Nekvalifikoval se.
- 1974 – 3. místo
- 1976 – 4. místo
- 1978 – Nekvalifikoval se.
- 1980 – 4. místo
- 1982 – Odstoupil.
- 1984 – 4. místo
- 1986 – 1. místo
- 1988 – 1. kolo
- 1990 – 1. kolo
- 1992 – 1. kolo
- 1994 – čtvrtfinále
- 1996 – čtvrtfinále
- 1998 – 1. místo
- 2000 – čtvrtfinále
- 2002 – čtvrtfinále
- 2004 – 1. kolo
- 2006 – 1. místo
- 2008 – 1. místo
- 2010 – 1. místo
- 2021 – finále
- 2023 – osmifinále

## Nejlepší hráči
- Ahmed Hossam (Mido)
- Hazem Emam
- Hassan Šehata
- Amr Zaki
- Farúk Gáfar
- Ahmed Hassan
- Emad Moteab
- Hany Ramzy
- Mahmúd El-Khatib
- Taher Abo Zaid
- Hossam Hassan
- Aly Abo Greuiša
- Saleh Slim
- Mohamed Abútraika
- Mahmúd Allam
- Mohamed Salah